# Fret malý
Fret malý (Bassariscus sumichrasti) je druh medvídkovité šelmy z rodu Bassariscus. Druh popsal Henri de Saussure roku 1860 a je známo celkem pět poddruhů: Bassariscus sumichrasti latrans, Bassariscus sumichrasti notinus, Bassariscus sumichrasti oaxacensis, Bassariscus sumichrasti sumichrasti a Bassariscus sumichrasti variabilis.

## Výskyt
Druh se vyskytuje v oblasti Střední Ameriky od jižního Mexika až po západní Panamu, s nejasným výskytem v Nikaragui a řídkými záznamy v Kostarice. Fret malý obývá horské i nížinné deštné pralesy, stejně tak jako sezónně suché lesy nebo křovinaté oblasti. Nevadí mu žít ani v oblastech druhotných lesích a vyskytuje se až do nadmořské výšky 2000 m n. m. Následkem tolerance mnoha stanovišť společně s velkou distribucí je druh hodnocen jako málo dotčený, i když problém představuje fragmentace středoamerických lesů a lov pro kožešinu a maso.

## Popis
Fret malý dosahuje délky těla 38 až 47 cm s 39 až 53 cm dlouhým ocasem. Výška ramen činí asi 17 cm, délka končetiny je asi 8,2 až 9 cm. Hmotnost činí asi 0,6 až 1,6 kg, průměrně 0,9 kg. Zbarvení srsti je hnědožlutě šedé až nahnědlé, s ocasem zdobeným několika černými prstencovitými kruhy. Uši jsou špičaté, asi 4,5 cm velké. Celkový zubní vzorec činí I 3/3, C 1/1, P 4/4, M 2/2 = 40 zubů. Drápy jsou dlouhé a zakřivené, bez možnosti zatáhnutí. Fret malý je podobný druhu fret kočičí (Bassariscus astutus), avšak odlišují se velikostně (fret kočičí je menší) a částečně také zbarvením.

## Chování
Fret malý je menší noční stromová šelma. Žije převážně samotářsky, své území si hájí pomocí vzájemného hlasitého volání, které může trvat i několik hodin. Mezi jednotlivci může docházet k agresivním interakcím, nicméně i tak byly občasně vidět skupinky několika krmících se jedinců. Druh se živí rozmanitou potravou, především však ovocem, jako jsou banány, fíky nebo papája. Nicméně konzumuje i živočišnou potravu, jako jsou drobní obratlovci (stromové druhy žab, hlodavci, ptáci) i hmyz, jídelníček si zpestřuje vejci. Období rozmnožování nastává nejčastěji od února do června, avšak samice se mohou rozmnožovat celoročně. Během období páření také jinak samotářský fret vyhledává společnost ostatních jedinců. Březost trvá dva měsíce, poté samice porodí do hnízda jediné mládě vážící asi 25 g. Mláďata se rodí slepá a neosrstěná. Oči otevřou za asi 34 dní, odstavení od mateřského mléka nastává ve věku tří měsíců. Pohlavní dospělosti je dosaženo v deseti měsících, tehdy se také mláďata rozptylují. O mláďata se starají samice převážně samy, někdy tolerují přítomnost samce.